# A Bit o' This & That
A Bit o' This & That är ett samlingsalbum av den amerikanska artisten Emilie Autumn, utgivet den 17 augusti 2007 på Traitor Records. Samlingen består av b-sidor, remixer, covers och andra sällsynta låtar från hennes tidiga karriär.

## Låtlista
Låtarna skrivna av Emilie Autumn, om inget annat anges.
1. "Chambermaid (Space Mix)" –	6:47
2. "What If (Celtic Mix)" –	4:23
3. "Hollow Like My Soul" (M. Boyd, Arr. E. Autumn) –	4:47
4. "By the Sword" (Emilie Autumn) –	5:08
5. "I Don't Care Much" (Kander/Ebb, från "Cabaret") – 	4:51
6. "I Know It's Over" - Live Recording (The Smiths) – 6:42
7. "Find Me a Man" (Emilie Autumn) –	5:05
8. "O Mistress Mine" (ord av William Shakespeare) –	5:27
9. "The Star Spangled Banner" (Francis Scott Key) – 1:47
10. "All My Loving" (The Beatles) 	– 2:08
11. "Sonata in D Minor for Violin and Continuo" - Instrumental - Live Recording (Francesco Maria Veracini) –	9:30
12. "Ancient Grounds" - Instrumental - Live Recording (Emilie Autumn) –	5:38
13. "Always Look on the Bright Side of Life" - Instrumental (Eric Idle, "Monty Python's Life of Brian") 	– 3:36
14. "With Every Passing Day" (Alexander Faris, från "Herrskap och tjänstefolk") – 	1:53
15. "Miss Lucy Had Some Leeches" - Live Recording (Emilie Autumn) 	– 7:52
  - Innehåller två gömda låtar: "Photographic Memory" (Emilie Autumn) och "Crazy He Calls Me" (Bob Russell, Carl Sigman)